# Cesare Prandelli
Claudio Cesare Prandelli (Orzinuovi, Provincia de Brescia, Italia, 19 de agosto de 1957) es un exfutbolista y entrenador italiano.

## Trayectoria

### Futbolista
En su etapa como futbolista, Cesare Prandelli jugaba como mediocentro. Empezó su carrera profesional como jugador en el Cremonese en 1974. Luego se unió al Atalanta.
En 1979, fichó por la Juventus. Con este equipo consiguió ganar varios títulos: tres Ligas, una Copa de Italia, una Copa de Europa, una Recopa, una Supercopa de Europa y una Copa Intercontinental.
Luego se trasladó de nuevo al Atalanta, donde se retiró como futbolista en 1990.

### Entrenador
Atalanta

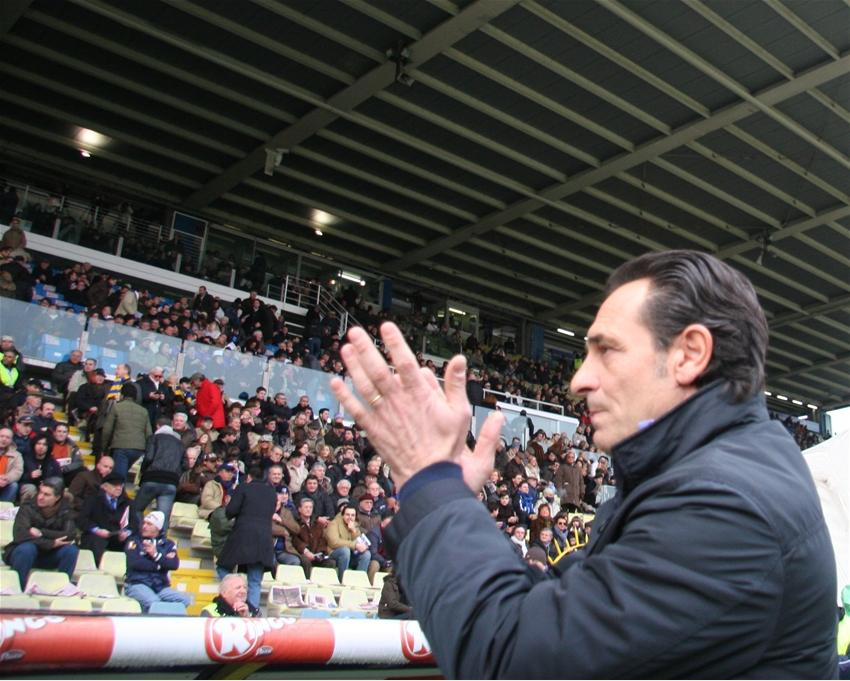
Prandelli en el Parma-Fiorentina del 2008.

Después de su retiro, empezó entrenando en las categorías inferiores del Atalanta. Desde noviembre de 1993 hasta el final de la temporada, entrenó al primer equipo, aunque no consiguió el objetivo de la salvación y el club acabó descendiendo a la Serie B. Luego regresó al conjunto primavera.
Lecce
En la temporada 1997-98, entrenó al US Lecce, aunque fue destituido a mitad de campaña debido a los pobres resultados obtenidos.
Hellas Verona
Al año siguiente, fichó por el Hellas Verona, con el que consiguió el ascenso a la Serie A y logró el objetivo de la permanencia en la temporada siguiente.
Venezia
Posteriormente, Prandelli también entrenó también al Società Sportiva Calcio Venezia, al que ascendió a la Serie A antes de ser cesado tras un horrible comienzo de temporada.
Parma
En 2002, se incorporó al Parma, al que llevó al quinto puesto en sus dos temporadas al frente del conjunto de la Emilia-Romaña.
Roma
En 2004, tuvo una breve experiencia en la AS Roma, dimitiendo de su cargo tras unas pocas semanas y antes de comenzar la temporada debido a problemas familiares.
ACF Fiorentina
En 2005, Prandelli firmó un contrato como nuevo técnico de la Fiorentina, en sustitución de Dino Zoff. Tras dos temporadas de mejoría, llevó al equipo a disputar las semifinales de la Copa de la UEFA en la temporada 2007-08, donde fue eliminado por el Glasgow Rangers en la tanda de penaltis. Ese año clasificó al conjunto viola para disputar la Liga de Campeones al terminar cuarto en la Serie A. Debido a estos logros, Prandelli ganó dos veces el premio Albo Panchina d'Oro y también el de Entrenador del Año en la Serie A. En la temporada 2008-09 repitió la 4.ª posición, alcanzando los octavos de final de la Champions al año siguiente, pero decayó al 11.º puesto de la tabla en la Serie A 2009-10.
Selección de Italia
El 30 de mayo de 2010, la Federación Italiana de Fútbol anunció que Prandelli sería el nuevo seleccionador de Italia los próximos 4 años, en sustitución de Marcello Lippi, tras la conclusión del Campeonato del Mundo del mismo año. Con un fútbol de ataque, logró llevar a Italia a la final de la Eurocopa 2012, aunque cayó por 4-0 ante España.
En septiembre de 2013, la selección italiana obtuvo su clasificación para el Mundial de Brasil; y unos meses después, Prandelli renovó su contrato como seleccionador hasta la Eurocopa 2016. Sin embargo, en el Mundial de Brasil 2014, Italia fue eliminada en la primera fase del torneo y Prandelli anunció su dimisión como seleccionador de la Nazionale.
Galatasaray SK
El 7 de julio de 2014, firmó como nuevo técnico del Galatasaray SK. Sin embargo, fue destituido tras menos de 5 meses, el 27 de noviembre del mismo año, tras ser eliminado en la fase de grupos de la Champions League y ocupando el tercer puesto en la Liga turca.
Valencia CF
El 1 de octubre de 2016, se anunció su contratación por el Valencia CF de la Primera División de España hasta 2018. Sin embargo, el 30 de diciembre de dicho año, tras sólo 10 partidos, presentó su dimisión irrevocable como técnico che.
Al Nasr
El 25 de mayo de 2017, se confirmó oficialmente su llegada al Al-Nasr Sports Club. El 19 de enero de 2018, el club árabe anunció la destitución del técnico italiano, que dejó al equipo como 4.º clasificado con 17 puntos y a 8 del líder.
Genoa CFC
El 7 de diciembre de 2018, se incorporó al Genoa Cricket & Football Club. Logró la permanencia en la última jornada, pero el club optó por sustituirle por Aurelio Andreazzoli para la siguiente temporada.
Fiorentina
El 9 de noviembre de 2020, inició su segunda etapa en la Fiorentina. El 23 de marzo de 2021, presentó la dimisión alegando razones personales, dejando al equipo como 14º casificado en la Serie A.

## Clubes

### Como futbolista
| Club         | País   | Año       | Partidos | Goles |
| ------------ | ------ | --------- | -------- | ----- |
| US Cremonese | Italia | 1974-1978 | 88       | 7     |
| Atalanta BC  | Italia | 1978-1979 | 27       | 3     |
| Juventus FC  | Italia | 1979-1985 | 89       | 0     |
| Atalanta BC  | Italia | 1985-1990 | 119      | 7     |

### Como entrenador
Actualizado al 21 de marzo de 2021.
| Club               | País                   | Año       | P   | PG  | PE  | PP  | % v.   |
| ------------------ | ---------------------- | --------- | --- | --- | --- | --- | ------ |
| Atalanta BC        | Italia                 | 1990-1997 | 26  | 3   | 10  | 13  | 24.36% |
| US Lecce           | Italia                 | 1997-1998 | 24  | 5   | 4   | 15  | 26.39% |
| Hellas Verona      | Italia                 | 1998-2000 | 78  | 30  | 26  | 28  | 49.57% |
| SSC Venezia        | Italia                 | 2000-2001 | 53  | 23  | 17  | 13  | 54.09% |
| Parma FC           | Italia                 | 2002-2004 | 85  | 38  | 24  | 23  | 54.12% |
| AS Roma            | Italia                 | 2004      | 0   | 0   | 0   | 0   | 0%     |
| ACF Fiorentina     | Italia                 | 2005-2010 | 240 | 117 | 56  | 67  | 56.53% |
| Selección italiana | Italia                 | 2010-2014 | 56  | 23  | 20  | 13  | 52.97% |
| Galatasaray SK     | Turquía                | 2014      | 16  | 6   | 3   | 7   | 43.75% |
| Valencia CF        | España                 | 2016      | 10  | 3   | 3   | 4   | 40%    |
| Al-Nasr            | Emiratos Árabes Unidos | 2017-2018 | 19  | 8   | 5   | 6   | 50.88% |
| Genoa CFC          | Italia                 | 2018-2019 | 24  | 4   | 11  | 9   | 31.95% |
| ACF Fiorentina     | Italia                 | 2020-2021 | 23  | 6   | 6   | 11  | 34.79% |
| Total              | Total                  | Total     | 654 | 266 | 185 | 203 | 50.1%  |

## Palmarés

### Como futbolista

#### Campeonatos nacionales
| Título      | Club     | País   | Año     |
| ----------- | -------- | ------ | ------- |
| Serie A     | Juventus | Italia | 1980-81 |
| Serie A     | Juventus | Italia | 1981-82 |
| Copa Italia | Juventus | Italia | 1982-83 |
| Serie A     | Juventus | Italia | 1983-84 |

#### Copas internacionales
| Título                 | Club     | País   | Año     |
| ---------------------- | -------- | ------ | ------- |
| Recopa Europa          | Juventus | Italia | 1983-84 |
| Supercopa de Europa    | Juventus | Italia | 1984    |
| Copa de Campeones UEFA | Juventus | Italia | 1984-85 |
| Copa Intercontinental  | Juventus | Italia | 1985    |

### Como entrenador

#### Campeonatos nacionales
| Título  | Club          | País   | Año     |
| ------- | ------------- | ------ | ------- |
| Serie B | Hellas Verona | Italia | 1998-99 |

#### Distinciones individuales
| Distinción                       | Año  |
| -------------------------------- | ---- |
| Albo Panchina d'Oro              | 2006 |
| Albo Panchina d'Oro              | 2007 |
| Entrenador del Año en la Serie A | 2008 |